# Dennis Pichler
Dennis Pichler (* 23. Oktober 2005) ist ein österreichischer Fußballtorwart.

## Karriere
Pichler begann seine Karriere bei der SV Schwechat. Zur Saison 2015/16 wechselte er in die Jugend des SK Rapid Wien, bei dem er ab der Saison 2019/20 auch sämtliche Altersstufen in der Akademie durchlief. Im April 2022 stand er gegen den FC Wacker Innsbruck erstmals im Kader der zweiten Mannschaft von Rapid. Am 30. April 2022 erhielt er bei Rapid einen bis Juni 2024 laufenden Jungprofivertrag.
Am Tag seiner Verlängerung gab er dann auch sein Debüt für Rapid II in der 2. Liga, als er am 27. Spieltag der Saison 2021/22 gegen den FC Dornbirn 1913 in der Startelf stand.